# Nurgjul Salimova
Nurgjul Salimova, conosciuta anche nella traslitterazione anglosassone come Nurgyul Salimova (in bulgaro Нургюл Салимова?; Krepča, 2 giugno 2003) è una scacchista bulgara, grande maestro femminile e maestro internazionale.

## Carriera
Nel 2017 vince a Pleven il 66º campionato bulgaro femminile.
In gennaio 2022 è stata 1a-4a con 7/9 nella Vergani Cup January di Cattolica (vinta da Lalith Babu per spareggio tecnico). Ha vinto una partita contro Nigel Short ed ha ottenuto la prima norma di grande maestro.
Nel 2023 inizia l'anno sfiorando la vittoria del campionato bulgaro assoluto di Sofia, dove finisce al secondo posto, a solo mezzo punto dal grande maestro Kiril Georgiev. Nella Coppa del Mondo di Baku, dopo aver battuto in semifinale la già vice-campionessa del mondo ucraina Anna Muzyčuk per 3,5-2,5, viene sconfitta in finale agli spareggi dalla russa Aleksandra Gorjačkina. Il secondo posto in coppa le fa guadagnare l'accesso tra le otto candidate al successivo match mondiale, che si sfideranno nel Torneo delle candidate di Toronto nell'aprile del 2024, e la seconda norma di grande maestro.
Ha raggiunto il massimo rating FIDE in settembre 2019, con 2425 punti Elo.